# 11e bataillon de chasseurs alpins
 (août 2020).
Si vous disposez d'ouvrages ou d'articles de référence ou si vous connaissez des sites web de qualité traitant du thème abordé ici, merci de compléter l'article en donnant les références utiles à sa vérifiabilité et en les liant à la section « Notes et références ».
Le 11e bataillon de chasseurs alpins (BCA) était une unité militaire de l’armée française, aujourd'hui dissoute.

## Création et différentes dénominations
- 2 février 1854 : création du 11e bataillon de chasseurs à pied (11e BCP)
- Octobre 1870 : le 11e BCP est fait prisonnier à Metz
- Octobre 1870 : reformé en tant que 11e bataillon de marche de chasseurs
- 6 septembre 1871 : reconstitution du 11e BCP
- 2 janvier 1889 : devient par décret le 11e bataillon de chasseurs alpins (11e BCA)
- 1930 : dissolution et nouvelle création du 11e BCA
- 1940 : dissolution du 11e BCA
- 1944 : reconstitution du 11e BCA
- 1955 : devient le centre d'instruction du 11e BCA
- 1969 : redevient le 11e BCA
- 1990 : dissolution du 11e BCA

## Historique des garnisons, campagnes et batailles

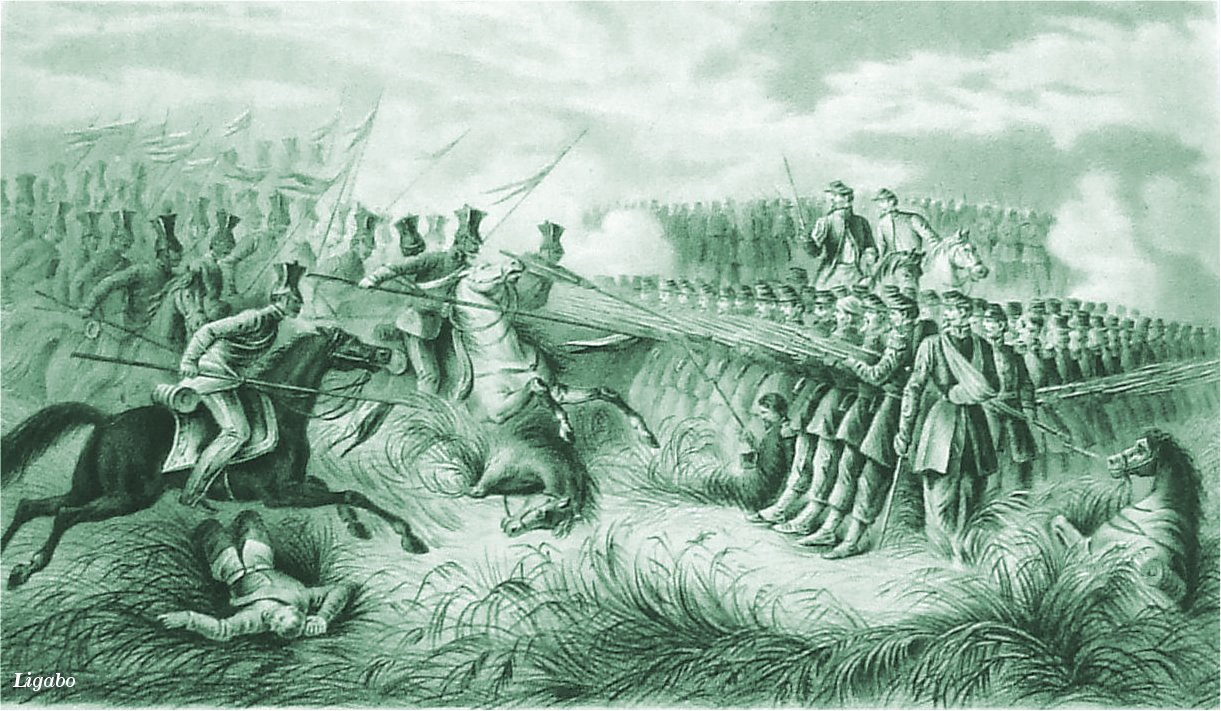
Le 11e bataillon de chasseurs lors de la bataille de Solferino

### Garnisons successives
| - 1854 : Camp de Viméreux - 1855 : Paris - 1856 : Vincennes - 1872-1875 : Lyon - 1877-1885 : Alençon | - 1889 : Albertville - 1894-1922 : Annecy - 1918-1930 : Rhénanie : Neustadt, Düsseldorf, Kreuznach et Kaiserslautern - 1930-1939 : Gap - 1948-1990 : Barcelonnette |

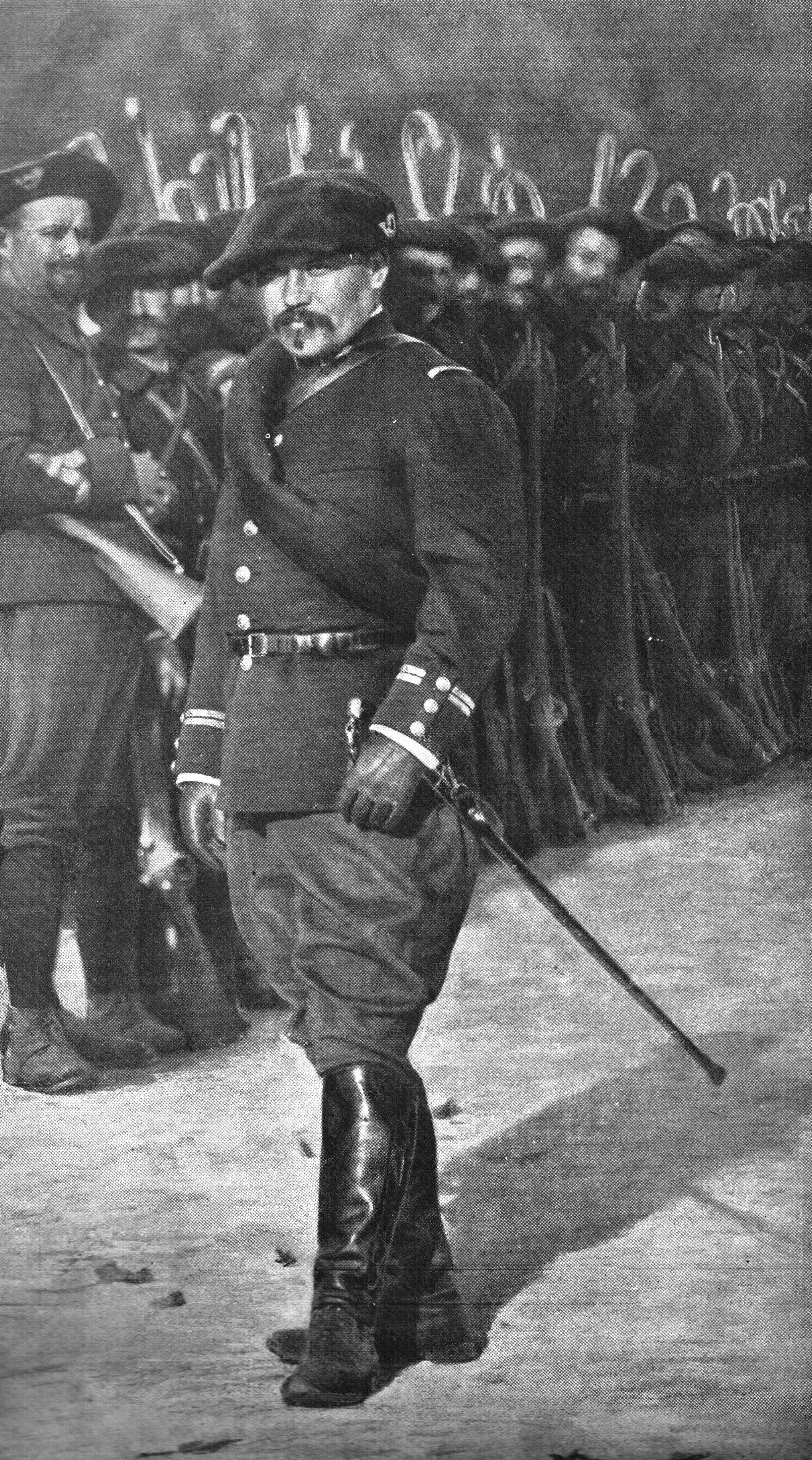
Le futur président de la République Raymond Poincaré en 1897 comme lieutenant du 11e bataillon de chasseurs alpins

### XIXesiècle
Un premier 11e bataillon de chasseurs à pied « Chasseurs des Ardennes » est formé le 10 septembre 1788 par ordonnance royale de Louis XVI. Il tient garnison à Monaco et est dissous sous le Premier Empire. Ce n'est qu'un homonyme. Les Chasseurs à Pied créés par le Duc d'Orléans sous la monarchie de Juillet ne peuvent se prévaloir de cette filiation[réf. souhaitée].
Le 2 février 1854, le 11e bataillon de chasseurs à pied est créé à Strasbourg par décret Impérial. Envoyé au camp de Viméreux lors de la guerre de Crimée en 1854, il est ensuite rattaché à l'Armée de l'Est et tient garnison à Paris en 1855, puis à Vincennes jusqu'au 20 mai 1856.
Le 20 mai 1856, le bataillon rejoint l'Algérie et participe aux expéditions des Babors, de la grande Kabylie en 1857 et de l'Oued-el-Kebir en 1858.
En 1859, il prend part à la campagne d'Italie et se distingue au passage du Tessin, à Magenta et à Solférino, où ses carrés résistent aux trois charges de la cavalerie autrichienne.
Lors de la guerre de 1870, le 11e BCP s'illustre dans les combats de Borny, Rezonville, Saint-Privat (Montigny-lès-Metz), Bellevue, Servigny et Ladon. À Sedan il disparaît avec l'Armée de Metz. Il est reformé en tant que 11e bataillon de marche de chasseurs dans le cadre de l'armée de la Loire et combat à Villorceau et au Mans. Le 6 septembre 1871, le 11e BCP est officiellement reconstitué et prend garnison à Lyon.
Le 30 avril 1875, il repart en Algérie où il fait partie des colonnes expéditionnaires du Sud en 1876 et du Souf en 1877. Rentré en métropole, il se fixe à Alençon.
Le 27 avril 1885, le bataillon part pour le Tonkin, embarquant à Toulon le 30 pour débarquer en baie d'Along le 31 mai. Il prend part aux affaires de Hué, Tam-so, Yengia, Dong-Triem et Hoan-Mo. Le 11e Bataillon est ainsi le seul parmi les bataillons de chasseurs à avoir participé à la conquête du Tonkin. De retour en France le 1er avril 1888, il est stationné à Albertville jusqu'en 1894.

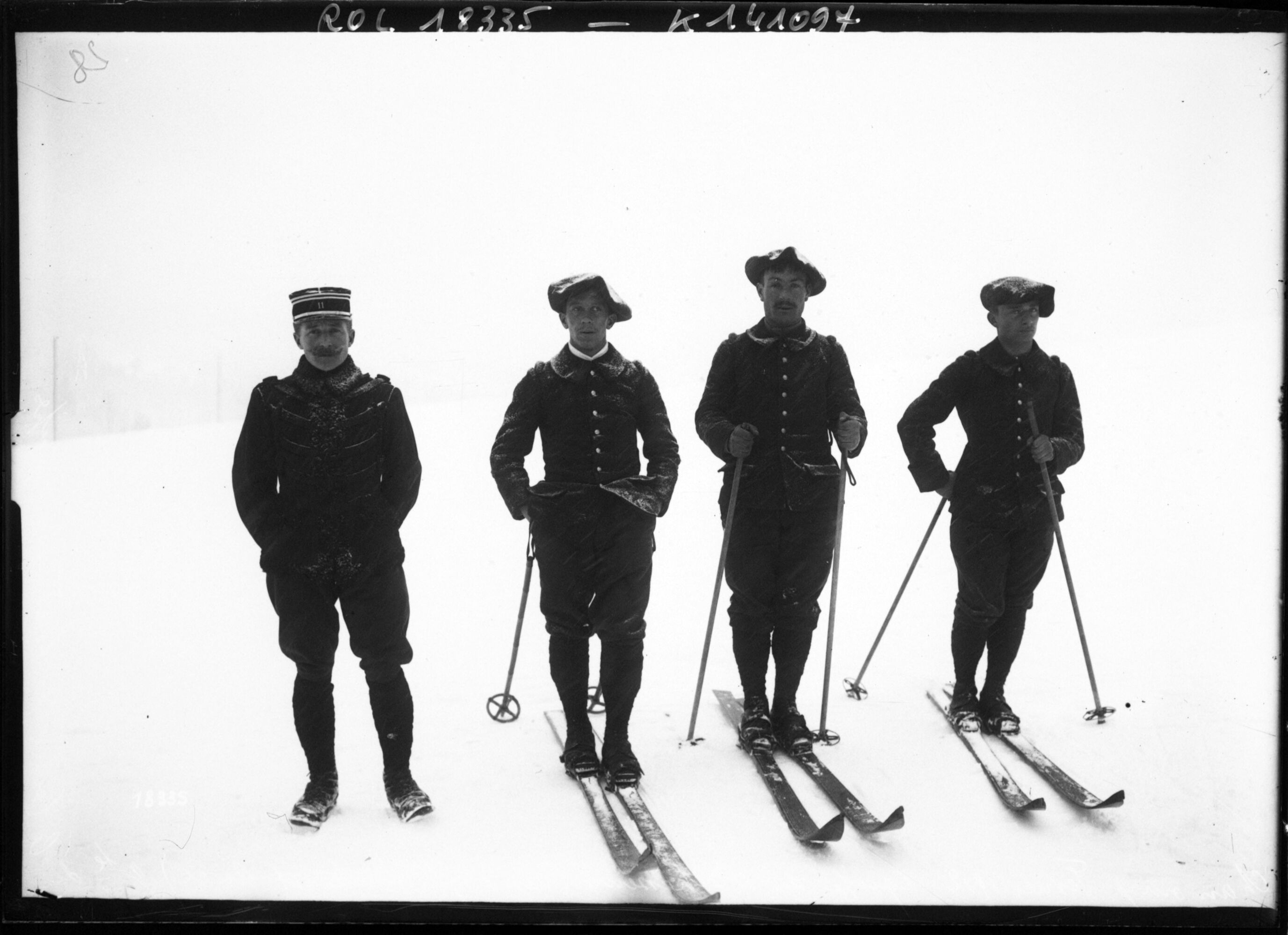
Des chasseurs du 11e BACP lors d'une course de ski à Chamonix en 1912.

Par décret du 2 janvier 1889, il devient le 11e bataillon de chasseurs alpins et s'installe à Annecy de 1894 à 1914.
Le 1er février 1895, une compagnie est désignée pour faire partie du 40e bataillon de chasseurs à pied qui embarque le 12 avril pour Madagascar et prend part aux combats de Mévétanana et Bevitzoka.

### Première Guerre mondiale

#### 1914
Le 11e BCP, sous les ordres du commandant Louis Augerd, quitte Annecy le 5 août et est engagé dans les Vosges. Il y combat d'abord pour repousser la couverture ennemie (Lac Blanc), puis pour couvrir le repli (Charbonnière les 18 et 20 août - Stampoumont le 22 août), et enfin pour arrêter définitivement et faire reculer l'envahisseur (Hemberg du 2 au 6 septembre).
En remplacement du commandant Augerd promu, le commandant Forêt prend le commandement le 22 septembre. Le bataillon, transporté dans le Nord, participe à la course à la mer (Lihons le 25 septembre - Dompierre le 29 septembre), à la bataille des Flandres (Kemmel en novembre) et à la tentative d'offensive d'hiver (Carency le 27 décembre).

#### 1915
Ramené dans les Vosges, le bataillon est bientôt engagé dans la partie d'Alsace conquise. Durant la bataille du Reichsackerkopf il repousse les attaques allemandes (Soultzeren le 19 février) et, passant lui-même à l'attaque, s'empare de Metzeral le 21 juin, ce qui lui vaut sa première citation. Blessé à Metzeral, le commandant Forêt passe le commandement au commandant de Douglas le 22 juin. Sous ses ordres, le bataillon continue à lutter dans les Vosges et livre de sanglants combats (crête du Barrenkopf le 27 juillet, Le Linge à Hohrod le 5 août, Hartmannswillerkopf le 31 décembre).

#### 1916
Le commandant Pichot-Duclos remplace le commandant de Douglas. Le bataillon tient l'Hilsenfirst pendant le printemps et participe ensuite à la bataille de la Somme (bois de Hem le 20 juillet, Maurepas le 16 août, mont Saint-Quentin le 12 septembre).
Sous les ordres du commandant Doyen, qui remplace le chef de bataillon Pichot-Duclos, le bataillon est ramené dans les Vosges où il termine l'année dans un secteur calme. À noter, fait rare pour l'époque (cette distinction étant réservée aux officiers), la remise de la croix de la Légion d'honneur au caporal Claude Goutaudier (de Renaison dans la Loire) par le président de la République en 1916, pour la capture avec son camarade Guillot (tué à l'ennemi), d'une centaine de combattants allemands dont deux officiers, devant le bois de Hem (département de la Somme), le 20 juillet 1916, avec la justification suivante : « Audace et mépris absolu du danger, jetant la terreur dans les tranchées et abris ennemis. A fait, avec un camarade, une centaine de prisonniers, dont deux officiers. Après les avoir conduits, est revenu prendre sa place. »
Claude Goutaudier était déjà titulaire de la croix de guerre avec deux palmes et étoile. Le caporal Goutaudier a survécu à la grande guerre ; il décède de la malaria en 1949 en Algérie, où il exerçait la profession de responsable de pénitencier[précision nécessaire].

#### 1917

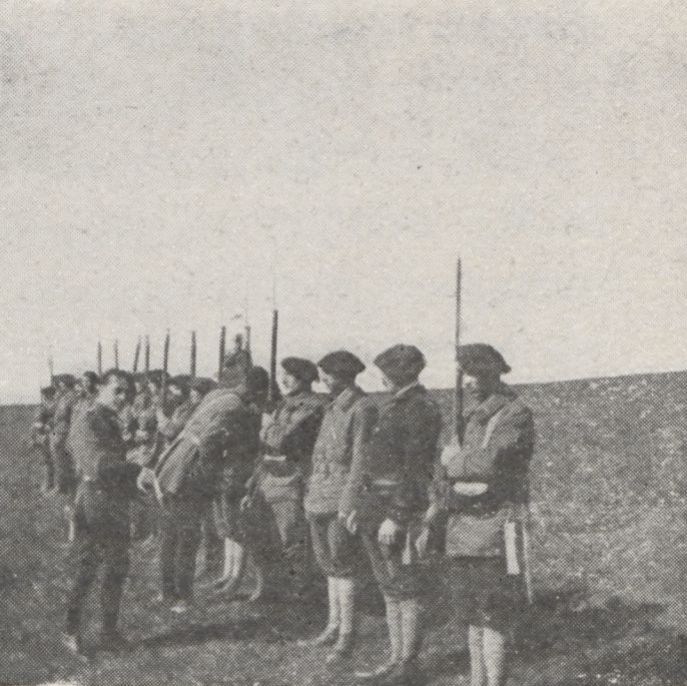
Remise de croix de guerre par le commandant Doyen en juin 1917

L'hiver, le printemps et l'été 1917 voient le bataillon transporté des Vosges sur l'Aisne, dans la Meuse et en Champagne. Les périodes d'entraînement dans les camps alternent avec l'occupation des secteurs du front. Il ne livre aucun combat important durant cette période.
En automne, le bataillon est brusquement appelé à opérer en Italie où la situation s'est aggravée. Il arrête les Autrichiens au Monte-Tomba le 30 décembre.

#### 1918
Ramené en France dès la première attaque allemande, le 11e bataillon stationne successivement en Picardie, en Flandre et enfin sur l'Ourcq où il se trouve quand sonne l'heure de l'offensive victorieuse. Il participe à l'attaque de juillet (Rassy le 19, bois de Chatelet le 23) et y gagne sa deuxième citation.

### L'entre-deux-guerres

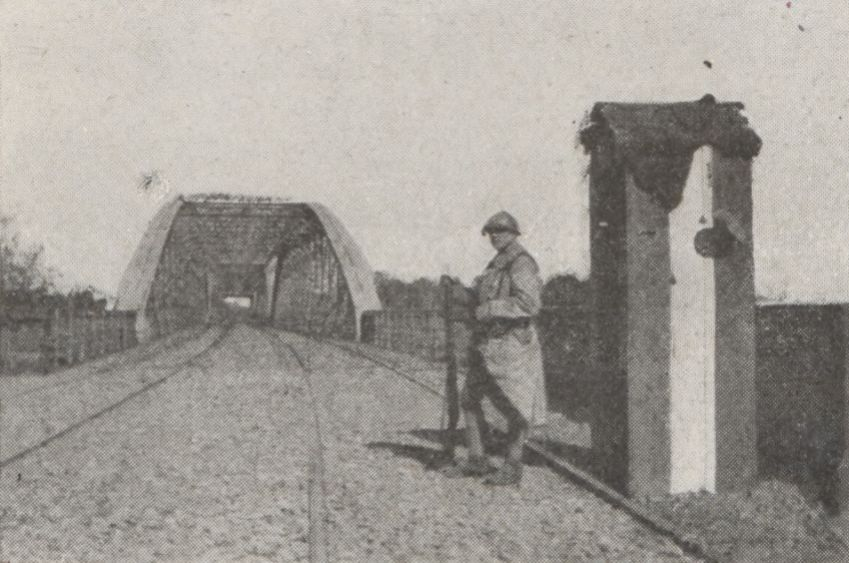
Garde du 11e BCA au pont de chemin de fer de Germersheim (Rhénanie-Palatinat) en 1919.

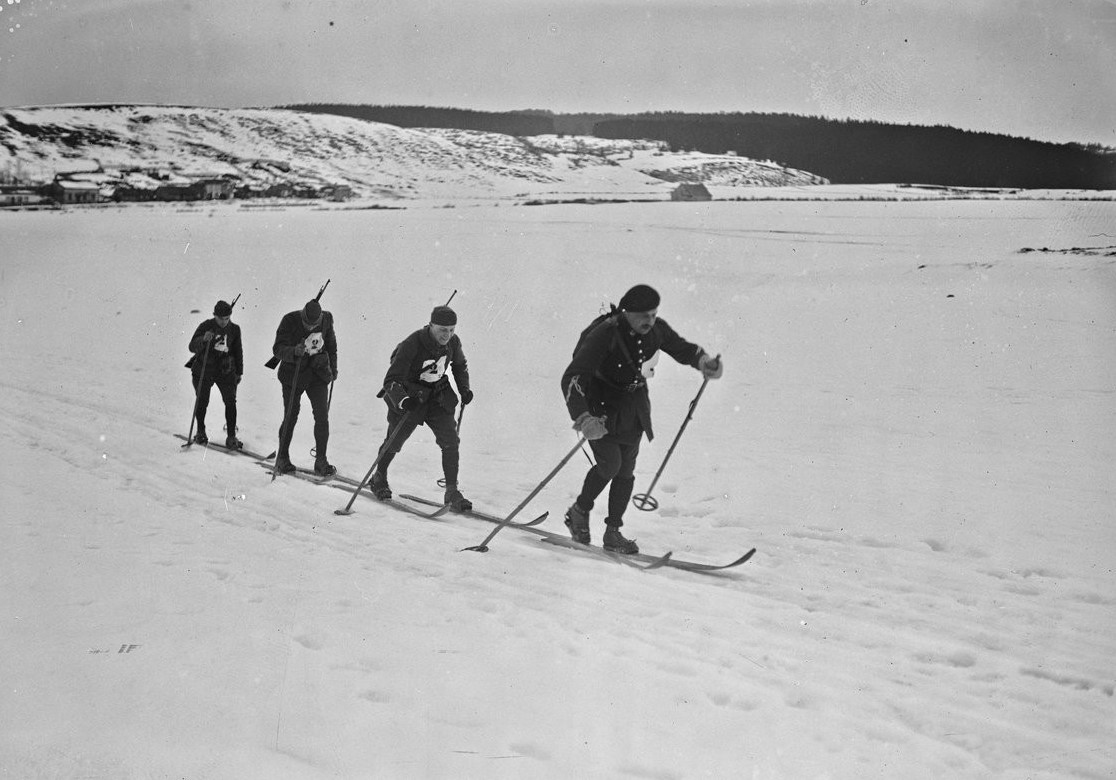
Équipe du 11e BCA lors d'une épreuve militaire de ski à Pontarlier le 29 1 1926.

Après l'armistice, le bataillon est ramené sur Paris et cantonne successivement à Viarmes, Neuilly et Challes. Il rend les honneurs aux souverains et aux chefs d'État. Au printemps 1919, il est désigné pour faire partie de l'armée du Rhin et tient garnison à Hainfeld, Germersheim, Schornsheim, Landau, Trèves et Neustadt. Il participe à la première occupation de la Ruhr de mai à juillet 1921 et retourne ensuite à Neustadt. Lors de la deuxième occupation de la Ruhr, de janvier 1923 à janvier 1924, il passe par Datteln, Hoerde, Aplerbeck et enfin Düsseldorf. Quittant la Ruhr, il établit ensuite ses quartiers à Bingen d'octobre 1924 à décembre 1925, puis à Kreuznach de décembre 1925 à novembre 1926 et enfin à Kaiserslautern.
Il est dissous le 30 juin 1930, lors de l'évacuation de la Rhénanie, sans disparaître pour autant, puisqu'à cette même date, le 23e BCA de Gap reprend l'appellation 11e BCA. Il occupera le Quartier Reynier jusqu'à son départ pour le front à la mobilisation de 1939. Il forme la 7e demi-brigade avec le 15e BCA de Barcelonnette et le 28e BCA, bataillon de réserve dérivé du 11e BCA et du 15e BCA[réf. nécessaire].

### Seconde Guerre mondiale

#### 1939-1940
En novembre 1939, le bataillon part pour le front au sein de la 7e demi-brigade alpine de la 27e division d'infanterie alpine. Pendant la Bataille de France, il combat sur l'Aisne et sur l'Ourcq. Du 9 au 10 juin 1940, il résiste jusqu'au bout dans les bois de la Ferme du Préau. Il est cité à l'ordre de l'armée le jour même par le secrétaire général de la défense nationale. Il forme pour le reste de la campagne un bataillon de marche avec le 28e BCA. Dissout le 11 juillet 1940, il n'est pas reformé dans le cadre de l'armée d'Armistice.

#### 1944-1945
Héritier des maquis de l'Oisans et du Queyras, le bataillon est recréé le 5 octobre 1944, au fort du Rabot à Grenoble. Par décret du 16 décembre, il prend l'appellation 11e bataillon de chasseurs alpins. Tout au long de l'hiver 1944-45, il est en Haute Maurienne. Tandis que les Allemands occupent les crêtes, l'ordre est donné le 4 avril 1945, de s'emparer du plateau du Mont-Cenis avec comme objectif principal le Mont-Froid. Attaquant de bas en haut des positions fortement tenues, gravissant avant l'assaut mille mètres de dénivelé, il atteint d'emblée tous ses objectifs. Pour ce fait d'armes, il reçoit sa deuxième citation au titre de la guerre 1939-1945. Le 28 avril, le bataillon franchit le Mont-Cenis pour poursuivre les Allemands en Italie. Le 30 avril, il progresse en direction de Turin. Il regagne finalement la France après l'armistice le 23 mai.
Épisode de la conquête du Mont-Froid
Le 11e BCA, commandé par le capitaine Grand, reçoit l'ordre le 2 avril 1945 de s'emparer de la crête du Mont-Froid, qui domine la vallée de la Maurienne. Cette pièce maîtresse du dispositif ennemi est tenue par des troupes d'élite de la Wehrmacht renforcées par des unités italiennes de la Division Folgore.
L'attaque est prévue pour le 4 avril 1945. En raison des conditions atmosphériques, elle est reportée de 24 heures. La mission principale, conquérir le Mont-Froid, est confiée à la 4e compagnie que commande le capitaine Branche, renforcée par la SES/2 du sous-lieutenant Faure. Le 4 avril à 18 heures, les sections s'engagent sur la pente au départ de Bramans. Les éléments sont déchaînés. Une épaisse couche de neige couvre le sol, un vent glacial balaie la crête. En tête progresse la SES/4 du sous-lieutenant Lacabe.
Lorsque le jour se lève, deux des trois points de résistance ennemie sont dépassés sans être tombés aux mains des chasseurs. Ce sera l'affaire de la journée du 5 avril. Les Allemands essayent par tous les moyens de rester maîtres de l'ensemble de la position. Devant le bloc Est, les deux adversaires s'installent dans un face à face meurtrier. Au bout de 24 heures, le sous-lieutenant Lacabe et ses éclaireurs s'en emparent. Tout au long de la journée du 6 avril, ils vont consolider la défense. Au milieu de la nuit suivante, une puissante contre-attaque les en déloge. Les Allemands s'y maintiennent toute la nuit, mais, sous les coups redoublés des Français, ils sont contraints de se replier.
Au matin du 7 avril 1945, le Mont-Froid est entièrement aux mains des Français. Après plus de 48 heures de combat dans des conditions épouvantables, la 4e compagnie est relevée. Deux jours plus tard, le général de Gaulle, au cours d'une prise d'armes à Bramans, décerne pour ce fait d'armes une nouvelle citation au Bataillon.

### De 1945 à nos jours
Le 7 septembre 1945, le 11e BCA s'installe en Autriche dans le cadre de l'armée d'occupation et est stationné à Brégence sur les rives du lac de Constance.
Le 21 octobre 1946, le bataillon reçoit la fourragère aux couleurs de la croix de guerre 1939-1945, pour les deux citations qu'il a obtenues lors du conflit.
Le bataillon rentre en France et s'établit, en avril 1948 à Barcelonnette et à Jausiers dans les quartiers Jacquemot et Breissand. La vallée de l'Ubaye renoue alors avec ses traditions militaires. En effet, lieu de passage, elle a de tout temps, accueilli des unités militaires dont le volume variait suivant les tensions du moment.
Après le séisme du 5 avril 1959 en Vallée de l'Ubaye, les chasseurs du 11e BCA participent aux opérations de secours, notamment dans la haute Vallée de l'Ubaye (commune de Saint-Paul-sur-Ubaye et plus particulièrement les hameaux de La Grande Serenne (épicentre du séisme), de la Petite Serenne et de Fouillouse au-delà du pont du Châtelet).
Centre d'instruction pendant la période de la guerre d'Algérie, le « Onze » redevient bataillon opérationnel le 10 juillet 1969 et entre dans la composition de la 17e brigade alpine.
À la dissolution de cette grande unité le 1er août 1976, il est intégré dans la 27e division alpine. À cette même date, le quartier Jacquemot change d'appellation pour devenir quartier Craplet en souvenir de l'ancien chef de corps du bataillon décédé accidentellement en août 1972.
Le bataillon, avec un effectif d'environ 1 000 hommes dont 200 cadres, est alors implanté de la manière suivante :
- 1re et 2e compagnies de combat et compagnie de commandement et des services (CCS) à Barcelonnette, quartier Craplet,
- compagnie d'instruction et 3e compagnie de combat à Jausiers au quartier Breissand,
- compagnie d'éclairage et d'appui (CEA) à Jausiers, au quartier Bressand[N 3]. La CEA était constituée des trois sections suivantes :
  - section mortiers lourds (SML)
  - fanfare
  - section anti-chars Milan
- un peloton cynophile basé à Tallard comprenant sept chiens[N 4].

Le bataillon possédait en outre un chalet à Maison Méane, dans la zone franche au-delà de Larche.
Depuis 1982, au sein de la 27e division alpine, le 11e BCA fait partie de la Force d'Action Rapide. Outre sa mission de protection au profit de la force nucléaire stratégique du plateau d'Albion, il participe aux relèves outre-mer et principalement, dans le cadre du bataillon logistique français, à la Force intérimaire des Nations unies au Liban (FINUL).
Le 11e bataillon de chasseurs alpins est dissous le 30 juin 1990 dans le cadre de la restructuration des armées (plan Armée 2000) et devient le centre d'instruction et d'entraînement au combat en montagne (CIECM).
Le 1er juillet 2008, le CIECM a été fusionné avec le Centre national d'aguerrissement en montagne (CNAM ) de Briançon et devient détachement de Barcelonnette du CNAM. Le détachement Barcelonnette et le CNAM de Briançon ont été dissous respectivement le 1er juillet 2009 et le 31 décembre 2009, mettant fin à la présence militaire dans la vallée de l'Ubaye.

## Traditions

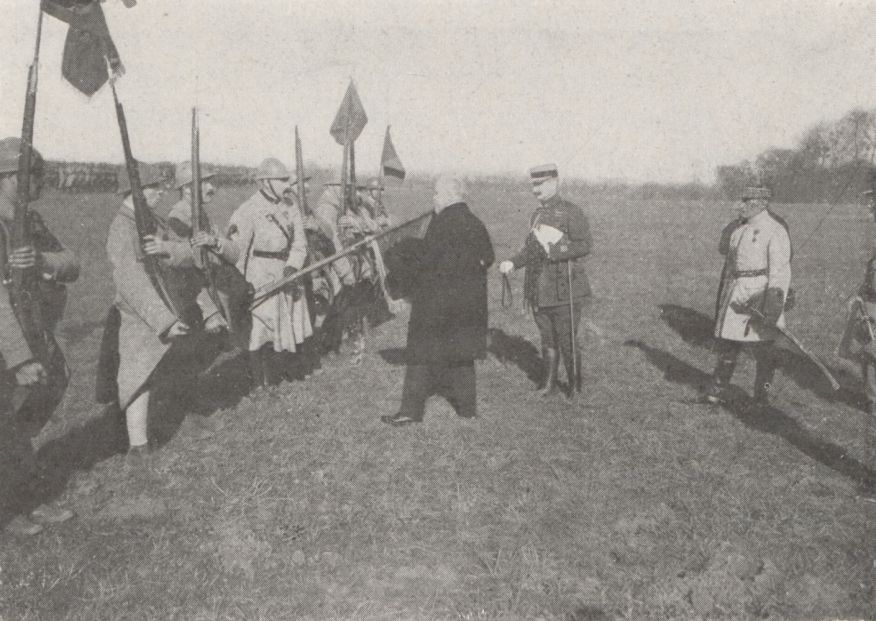
Le président Poincaré remet au fanion du 11e BCA la fourragère jonquille de la médaille militaire, le 5 mars 1919 à Chelles

### Insigne
Son insigne représente un edelweiss dans un cor de chasse. Lorsque le bataillon appartenait à la 7e demi-brigade alpine, dite brigade sud, les chasseurs portaient l'insigne de celle-ci, également un edelweiss, sur l'épaule.
La 7e demi-brigade alpine regroupait le 6e, 11e et le 22e BCA ainsi que le 159e RIA[réf. nécessaire].

### Devise
Le 11e BCA n'avait pas de devise hormis celle évoquée dans son refrain :
11e Bataillon d'Chasseurs Alpins,
11e Bataillon d'Lapins!
Par contre, « Bataillon de Carency » était un surnom qui lui avait été donné par le colonel Passaga après les combats du 27 décembre 1914 où se sont distinguées les 4e et 5e compagnies.
Auparavant, le 11e BCA fut également surnommé « Bataillon aux yeux bridés » lors de la campagne au Tonkin (1885-1888)[réf. nécessaire].

### Drapeau
Comme tous les autres bataillons et groupes de chasseurs, le 11e BCA ne dispose pas d'un drapeau propre. (Voir le Drapeau des chasseurs).

### Décorations
Cité quatre fois à l'ordre de l'armée lors de la Première Guerre mondiale, le 11e BCA a le droit au port de la fourragère aux couleurs du ruban de la Médaille militaire.
La fourragère est remise aux chasseurs du bataillon lors de la cérémonie commémorant la Sidi Brahim[réf. nécessaire].

### Chant
« 11e bataillon d'chasseurs à pieds ! 11e bataillon d'purée ! »
« 11e bataillon d'chasseurs alpins ! 11e bataillon d'putain ! »
« Si tu n'en as pas six pouces de long ! T'auras pas ma sœur Suzon ! »
« 11e bataillon d'chasseurs alpins ! 11e bataillon d'lapins ! »

## Chefs de corps
| Nom                                        | Grade                    | Date d'entrée en service | Date de sortie    |
| ------------------------------------------ | ------------------------ | ------------------------ | ----------------- |
| Nepce                                      | Chef de bataillon (CBA)  | 22 novembre 1853         | 11 août 1857      |
| Dumont                                     | CBA                      | 12 août 1857             | 29 juin 1859      |
| Labatut                                    | CBA                      | 30 juin 1859             | 20 décembre 1866  |
| De Paillot                                 | CBA                      | 21 décembre 1866         | 11 septembre 1870 |
| Avril                                      | CBA                      | 12 septembre 1870        | 26 octobre 1870   |
| Fouineao                                   | CBA                      | 27 octobre 1870          | 29 janvier 1877   |
| Ollivier                                   | CBA                      | 30 janvier 1877          | 14 mai 1880       |
| Gillet                                     | CBA                      | 15 mai 1880              | 12 mars 1883      |
| Cardot                                     | CBA                      | 15 mars 1883             | 7 mai 1886        |
| Poncet                                     | CBA                      | 8 mai 1886               | 20 mars 1887      |
| Parisot                                    | CBA                      | 21 mars 1887             | 31 octobre 1891   |
| Souvestre                                  | CBA                      | 1er novembre 1891        | 18 février 1894   |
| Schmitz                                    | CBA                      | 19 février 1894          | 1er février 1898  |
| Edmond Marie Christian Armynot du Châtelet | CBA                      | 2 février 1898           | 24 mars 1902      |
| De Bonneval                                | CBA                      | 25 mars 1902             | 22 juin 1907      |
| Mathieu                                    | CBA                      | 23 juin 1907             | 1er novembre 1911 |
| Gamelin                                    | CBA                      | 2 novembre 1911          | 10 décembre 1913  |
| Augerd                                     | CBA                      | 11 décembre 1913         | 14 septembre 1914 |
| Foret                                      | CBA                      | 22 septembre 1914        | 21 juin 1915      |
| De Douglas                                 | CBA                      | 21 juin 1915             | 9 février 1916    |
| Pichot Duclos                              | CBA                      | 10 février 1916          | 26 octobre 1916   |
| Doyen                                      | CBA                      | 27 octobre 1916          | 20 juillet 1918   |
| Ciambelli                                  | CBA                      | 21 juillet 1916          | 30 octobre 1918   |
| Lambert                                    | CBA                      | 14 novembre 1918         | 24 novembre 1921  |
| Halbwachs                                  | CBA                      | 25 novembre 1921         | 25 décembre 1923  |
| Laure                                      | CBA                      | 26 décembre 1923         | 9 juillet 1925    |
| Boyer                                      | CBA                      | 10 juillet 1925          | 30 juin 1930      |
| De Grouch                                  | CBA                      | 1er juillet 1930         | 23 juin 1933      |
| Bonnet                                     | CBA                      | 24 juin 1933             | 1938              |
| Humbert                                    | CBA                      | 1938                     | 1940              |
| Grant                                      | Capitaine                | 5 octobre 1944           | 4 août 1945       |
| Guigard                                    | CBA                      | 5 août 1945              | 1er mai 1946      |
| Craplet                                    | CBA                      | 2 mai 1946               | 14 juillet 1947   |
| Bureau                                     | CBA                      | 15 juillet 1947          | 14 août 1949      |
| Balac                                      | CBA                      | 15 août 1949             | 22 septembre 1951 |
| Bouvet                                     | CBA                      | 23 septembre 1951        | 5 septembre 1953  |
| Montfagnon                                 | Lieutenant-colonel (LCL) | 6 septembre 1953         | 19 juillet 1958   |
| Giraud                                     | LCL                      | 20 juillet 1958          | 13 novembre 1962  |
| Guiges                                     | LCL                      | 14 novembre 1962         | 7 janvier 1964    |
| Barthez                                    | CBA                      | 8 janvier 1964           | 29 mai 1964       |
| Gely                                       | CBA                      | 30 mai 1964              | 26 octobre 1964   |
| Baisle                                     | CBA                      | 27 juin 1967             | 12 août 1970      |
| Jacquenot                                  | LCL                      | 28 juin 1967             | 12 août 1970      |
| Ouvrard                                    | LCL                      | 13 août 1970             | 18 août 1972      |
| De Guillebon                               | LCL                      | 19 août 1972             | 20 août 1974      |
| Mariell-Trehouart                          | LCL                      | 21 août 1974             | 27 août 1976      |
| Pelardy                                    | LCL                      | 28 août 1976             | 2 août 1977       |
| Avon                                       | LCL                      | 3 août 1977              | 2 août 1979       |
| Coreau                                     | LCL                      | 3 août 1979              | 3 août 1981       |
| Barret                                     | LCL                      | 4 août 1981              | 4 août 1983       |
| Brachet                                    | LCL                      | 5 août 1983              | 2 août 1985       |
| Multrier                                   | LCL                      | 3 août 1985              | 4 août 1987       |
| Bayle                                      | LCL                      | 5 août 1987              | 4 août 1989       |
| Rebuffel                                   | LCL                      | 5 août 1989              | 30 juin 1990      |

## Personnalités ayant servi au sein du bataillon
- Raymond Poincaré, futur président de la République, sert au 11e BCA[11] pendant sa dernière période d'instruction militaire en 1897.
- Maurice Gamelin, futur généralissime des Armées françaises et commandant en chef des armées alliées en 1939-1940, commande le 11e BCA en  1911-1913.
- Adrien Rey-Golliet, éducateur sportif, sert au 11e BCA en 1914-1915.
- Paul Doyen, futur général, est lieutenant, capitaine puis chef de bataillon au 11e BCA, de 1914 à 1918.
- André Martin, dit J.A. Martin (1911-1949), explorateur polaire, y sert en 1931-1932.
- Alban Liechti, soldat du refus, y est affecté en 1958 avant de partir pour l'Algérie[12].

## Sources et bibliographie
- Historique du 11e bataillon de chasseurs alpins 1914-1918, Étampes, Imprimerie Maurice Dormann, 1920, 74 p. lire en ligne sur Gallica
- Citations collectives des bataillons de chasseurs de 1914-1918.
- Traditions et symbolique militaires